# Eleições parlamentares na Moldávia em julho de 2009
As eleições parlamentares moldavas de julho de 2009 foram realizadas no dia 29. O pleito teve caráter substitutivo ao realizado em abril, que por acusações de fraude da oposição, gerou descontentamento e uma onda de distúrbios na capital do país, Chişinău. Oito partidos disputam as 101 cadeiras do Parlamento da Moldávia, que, segundo a Constituição, elege o chefe do Estado.

## O pleito
Os 1.954 colégios eleitorais abriram suas portas, como estava previsto, às 7h e fecharam as 21h locais. O censo eleitoral inclui 2.620.418 cidadãos, 55 mil a mais do que no pleito de abril. "Não houve registro de nenhum tipo de incidente", declarou um porta-voz da Comissão Eleitoral. A participação ficou na casa dos 58,8%
Segundo os observadores internacionais, as eleições cumpriram os principais padrões democráticos, declararam as missões da Organização para a Segurança e Cooperação na Europa (OSCE), do Conselho da Europa e do Parlamento Europeu. "As forças políticas do país devem continuar as reformas democráticas para recuperar a confiança da sociedade". "Estou encorajado por como as eleições foram realizadas. Foram cumpridos muitos compromissos perante a OSCE". Entre os pontos negativos, foi ressaltado as pressões das autoridades sobre os líderes dos partidos opositores e os obstáculos para suas reuniões, assim como a situação privilegiada do Governo nos principais canais de televisão.

## Resultados
A Comissão Eleitoral Central(CEC) aprovou os resultados, que confirmam a vitória dos comunistas, que governam desde 2001, mas que desta vez perderam o controle do Parlamento, que passa a ser da coalizão liberal partidária de uma aproximação com o Ocidente. O presidente da CEC, Eugen Stirbu, informou que o Partido Comunista (PC) obteve 44,69% dos votos; o Partido Democrático Liberal (PDL), 16,57%; o Partido Liberal (PL), 14,68%; o Partido Democrata (PD), 12,54%, e a Aliança Nossa Moldávia (ANM), 7,35%.
Ja as três legendas restantes não superaram a barreira dos 5% de votos que dão acesso à divisão de cadeiras no Parlamento: o Partido Popular Democrata-Cristão (PPDC, 1,91%), o Partido Social Democrata (1,86%) e a Aliança Verde (0,41%).
A corte rejeitou a reivindicação do PPDC de que se realize uma nova apuração pelas denúncias de irregularidades, sob o argumento de que não há como provar as denúncias e de que os observadores internacionais aprovaram o pleito.